# Holigarna nigra
Holigarna nigra är en sumakväxtart som beskrevs av Thomas Fulton Bourdillon. Holigarna nigra ingår i släktet Holigarna och familjen sumakväxter. Inga underarter finns listade i Catalogue of Life.